# Sandy Kenyon
Pour les articles homonymes, voir Kenyon.
Sandy Kenyon est un acteur américain né le 5 août 1922 à New York et mort le 20 février 2010 à Los Angeles (Californie).

## Filmographie
- 1959 : Al Capone de Richard Wilson : Bones Corelli
- 1963 : Les Voyages de Jaimie McPheeters ("The Travels of Jaimie McPheeters") (série TV) : Shep Baggott (1963-1964)
- 1965 : Les Mystères de l'Ouest (The Wild Wild West), (série TV) - Saison 1 épisode 4, La Nuit de la Mort Subite (The Night of sudden Death), de William Witney (1965) : Hugo
- 1966 : Nevada Smith : Clerk in bank
- 1966 : Love on a Rooftop (en) (série TV) : Jim Lucas
- 1967 : Trois gars, deux filles… un trésor (en) (Easy Come, Easy Go) : Lt. (j.g.) Marty Schwartz
- 1968 : Something for a Lonely Man (en) (TV) : Bleeck
- 1968 : Le Virginien saison 7 épisode 6 (Image of an outlaw) : Ben Robbins
- 1970 : Le Virginien (TV) saison 8 épisode 17 (Holocaust) : Rafe Ogden
- 1971 : Travis Logan, D.A. (TV) : Arthur Train
- 1971 : Le Virginien (TV) saison 9 épisode 15 (The Politician) : policier Stokes
- 1973 : Sweet Kill : Newscaster
- 1973 : Tom Sawyer : Constable Clemens
- 1973 : Columbo : Candidat au crime (Candidate for Crime) : Harris
- 1973 : Breezy : Real Estate Agent
- 1974 : A Case of Rape (en) (TV)
- 1974 : Honky Tonk (TV)
- 1975 : Rancho Deluxe de Frank Perry Skinny Face
- 1977 : MacArthur, le général rebelle (MacArthur) : Maj. Gen. / Lt. Gen. Jonathan M. Wainwright
- 1977 : The Last Hurrah (en) (TV) : Kane
- 1980 : Lifepod : Dematte
- 1980 : Le Jour de la fin du monde (When Time Ran Out…) : Henderson
- 1981 : The Loch Ness Horror (en) : professeur George Sanderson
- 1982 : Here Comes Garfield (en) (TV) : Jon Arbuckle (voix)
- 1984 : Down on Us (en) : Alex Stanley
- 1984 : Blame It on the Night : Colonel
- 1996 : The Scottish Tale : Arthur Golding
- 2004 : The Dick Van Dyke Show Revisited (TV)